# Lobanovita
La lobanovita és un mineral de la classe dels silicats, que pertany al grup de la devitoïta. Rep el nom en honor del doctor Constantin V. Lobanov, un geòleg rus que va treballar a la península de Kola.
Va ser descrita per primera vegada el 1959 com "astrofil·lita fibrosa de color groc clar i verdós" per E.I. Semenov, amb unes mostres del mont Kukisvumtxorr (Rússia), rebent els noms astrofil·lita de magnesi i magnesioastrofil·lita.

## Característiques
La lobanovita és un silicat de fórmula química K₂Na(Fe2+₄Mg₂Na)Ti₂(Si₄O₁₂)₂O₂(OH)₄. Es tracta d'una espècie publicada per primera vegada el 1963, i aprovada i rebatejada per l'Associació Mineralògica Internacional al nom actual l'any 2015. Cristal·litza en el sistema monoclínic. La seva duresa a l'escala de Mohs és 3.
Segons la classificació de Nickel-Strunz, la lobanovita pertany a «09.DC - Inosilicats amb ramificacions de 2 cadenes senzilles periòdiques; Si₂O₆ + 2SiO₃ Si₄O₁₂» juntament amb els següents minerals: astrofil·lita, hidroastrofil·lita, kupletskita, niobofil·lita, zircofil·lita, kupletskita-(Cs), niobokupletskita, nalivkinita i sveinbergeïta.

## Formació i jaciments
Quan va ser descrita per primera vegada, i batejada com magnesioastrofil·lita, es van fer servir mostres del mont Kukisvumtxorr, al massís de Khibini (óblast de Múrmansk, Rússia). L'any 2015 va ser formalment descrita com a nou mineral, amb mostres obtingudes al mont Iukspor, també al massís de Khibini. A banda d'aquests dos indrets, també ha estat descrita en altres muntanyes properes, totes elles a l'óblast de Múrmansk.